# Kaple Nejsvětější Trojice (Sněžná)
Kaple Nejsvětější Trojice je nejstarší stavbou vsi Sněžná u Krásné Lípy. Drobná barokní polní kaple pochází z roku 1709.

## Historie
Skromnou sakrální stavbu dal postavit roku 1709 na svém pozemku sedlák Johann Georg Klinger ze statku čp. 14. Pohnutkou mělo být poděkování Bohu za návrat syna z války. O kapličku se starala Klingerova rodina, která na sklonku 18. století založila fond, z jehož úroků se měly financovat opravy a údržba. Ke kapli chodívala na svátek Nejsvětější Trojice pravidelně procesí, a protože stojí na křižovatce u hlavní cesty do vesnice, sloužila také často jako místo vítání významných hostů. Po skončení druhé světové války a po vysídlení většiny původních obyvatel Sněžné přestala být kaple pravidelně udržována. Brzy po roce 1945 zmizela většina vnitřního vybavení. Vlastník, kterým je město Krásná Lípa, nechal kapli na počátku 21. století zrekonstruovat.

## Popis
Nevelká polní kaple na čtvercovém půdorysu je bez oken. V průčelí jsou umístěné dřevěné dveře s oválným oknem, po obou stranách doplněné prázdnými výklenky. Omítka je hladká, po poslední opravě žlutá, na bočních stěnách opatřená bílými lizénami. Střecha je krytá plechem, který nahradil původní šindele. Z vnitřního vybavení se dochoval kamenný reliéf s vyobrazením Nejsvětější Trojice a socha svatého Jana Nepomuckého. Původně v kapli visely obrazy Krista Vítězného a Ukřižovaného a na oltáři stály další sošky (Pieta, oblékací svatá Anna a rovněž oblékací Madona). Přímo za kaplí roste přibližně od poloviny 18. století mohutná lípa, která je památným stromem.

## Okolí kaple
Jihozápadním směrem, nedaleko kaple Nejsvětější Trojice, stojí poutní kostel Panny Marie Sněžné z roku 1732. Před ním je umístěna socha svatého Jana Nepomuckého. Jižním směrem se nachází Fritscheho arboretum, známé především mnoha druhy rododendronů. Přímo kolem kaple prochází červená turistická trasa a také Köglerova naučná stezka.

## Galerie

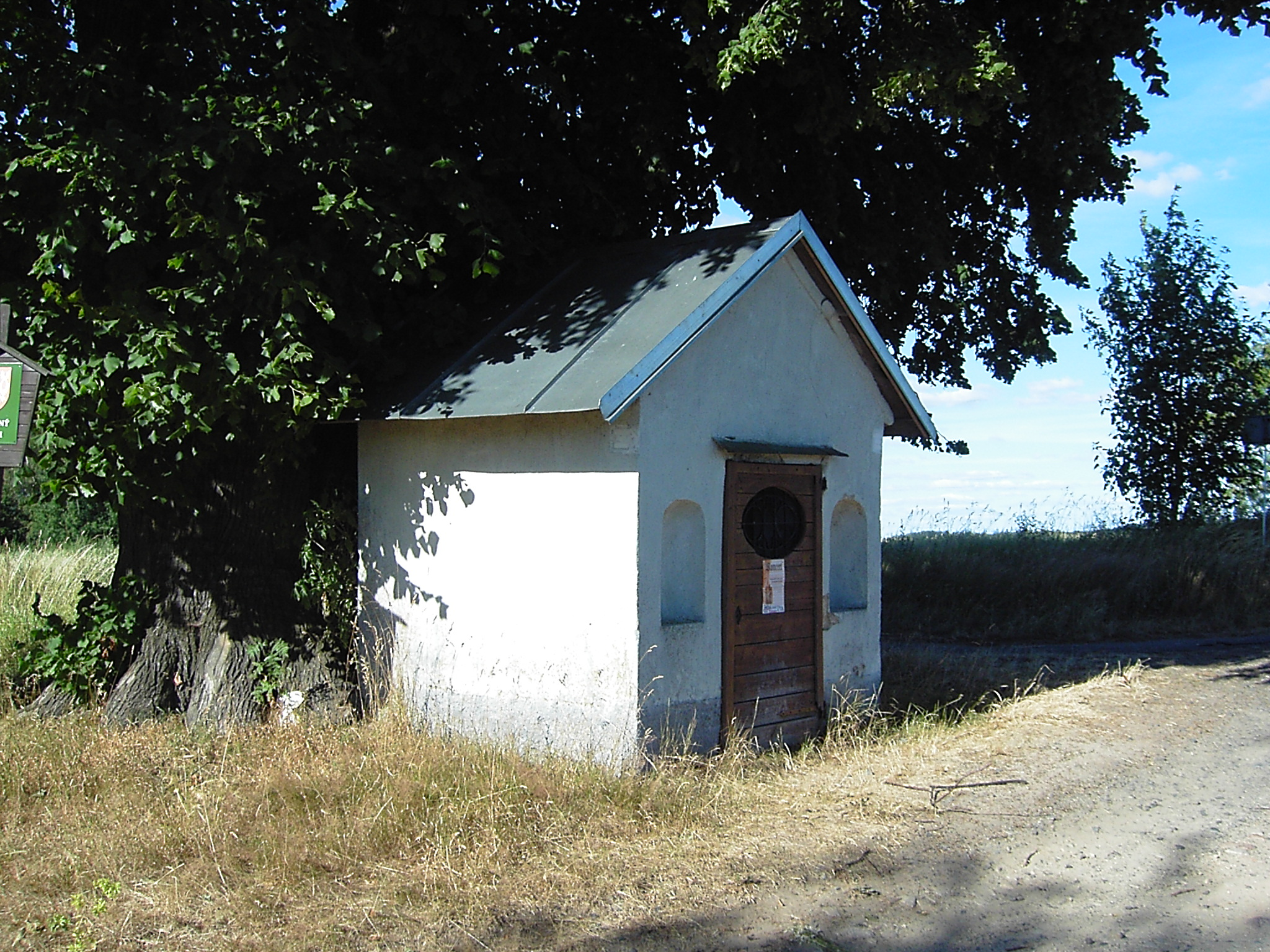
Kaple před poslední rekonstrukcí (2006)
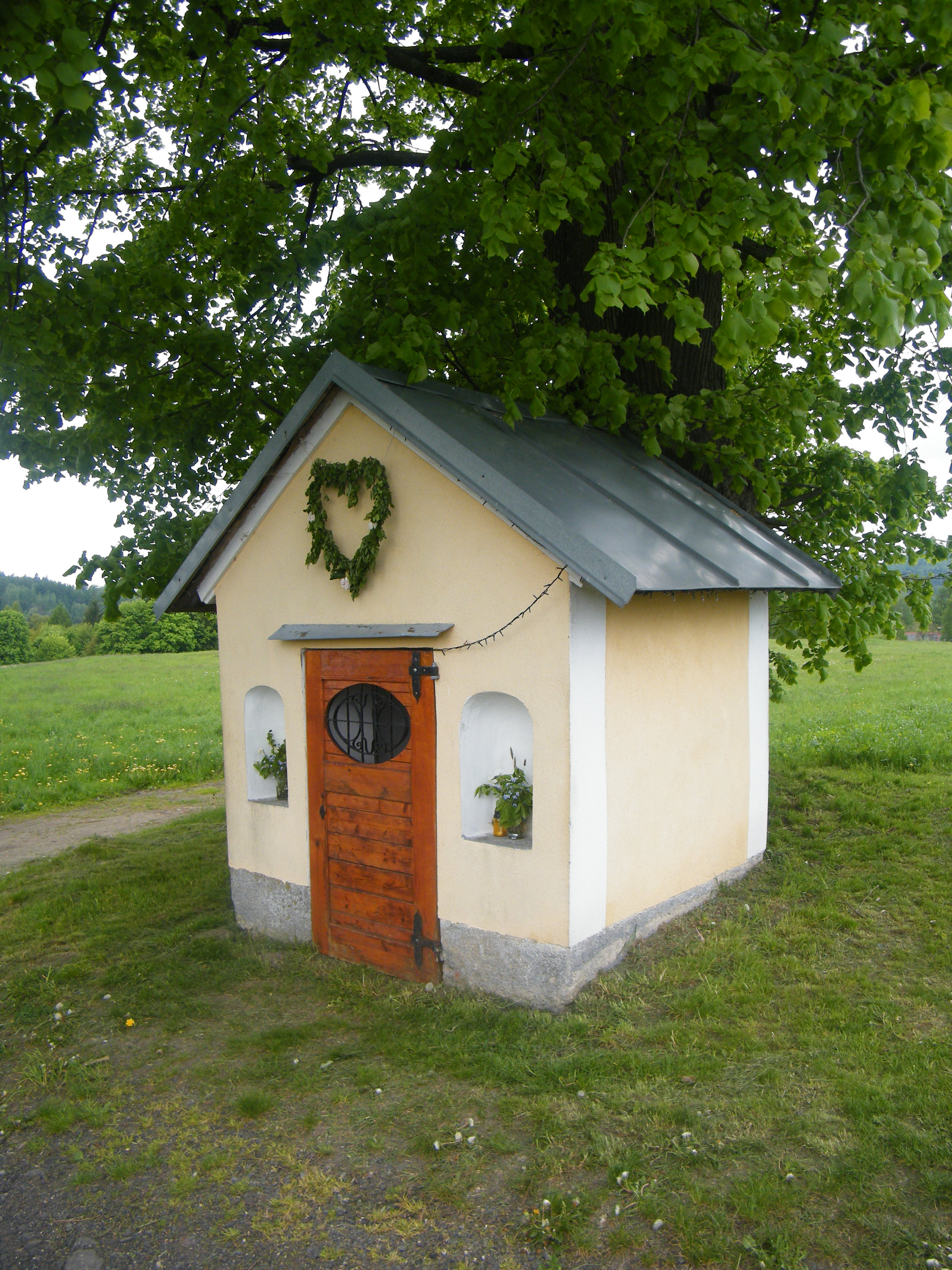
Průčelí a východní stěna (2016)
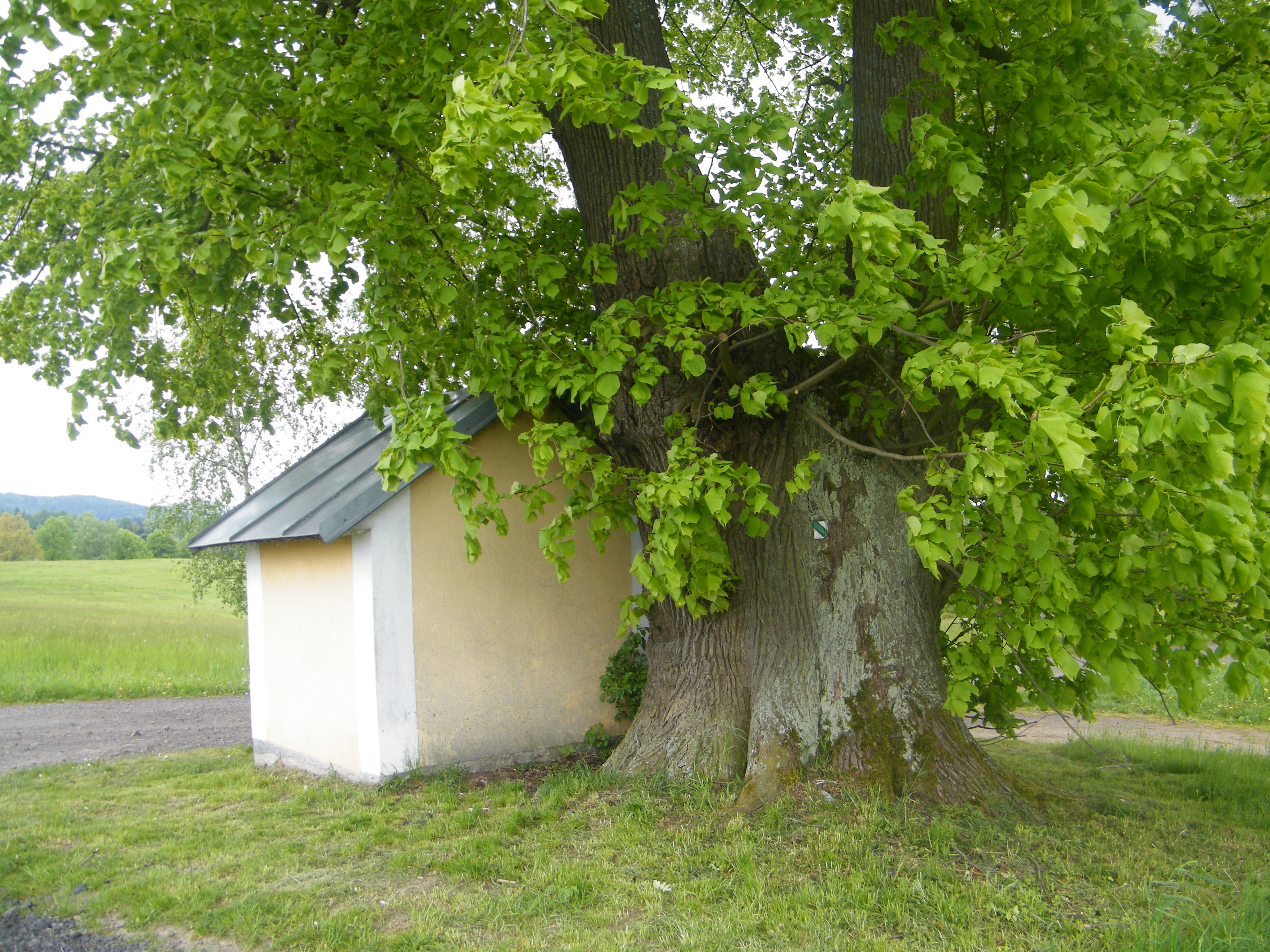
Zadní stěna s lípou (2016)
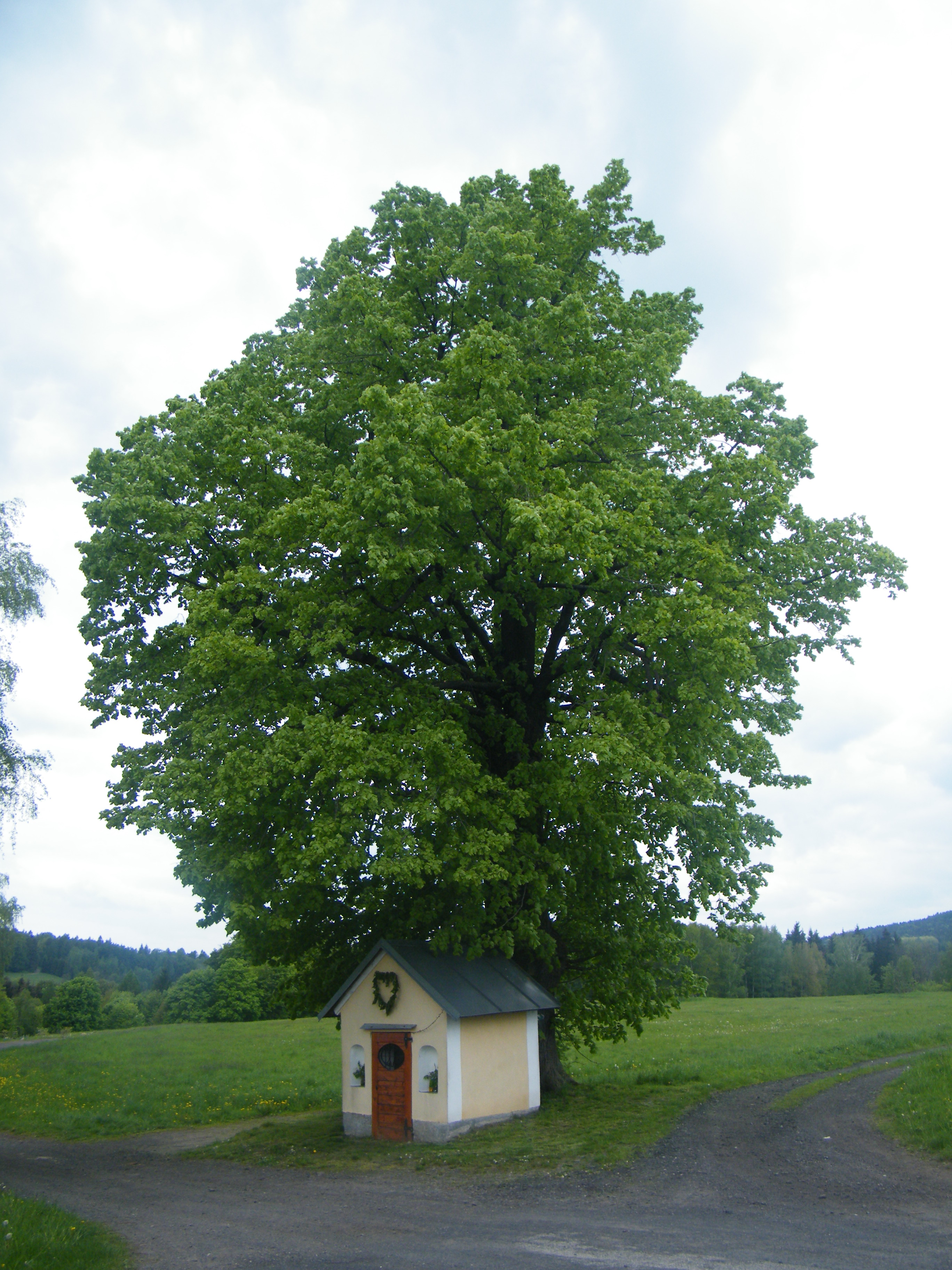
Kaple s lípou (2016)
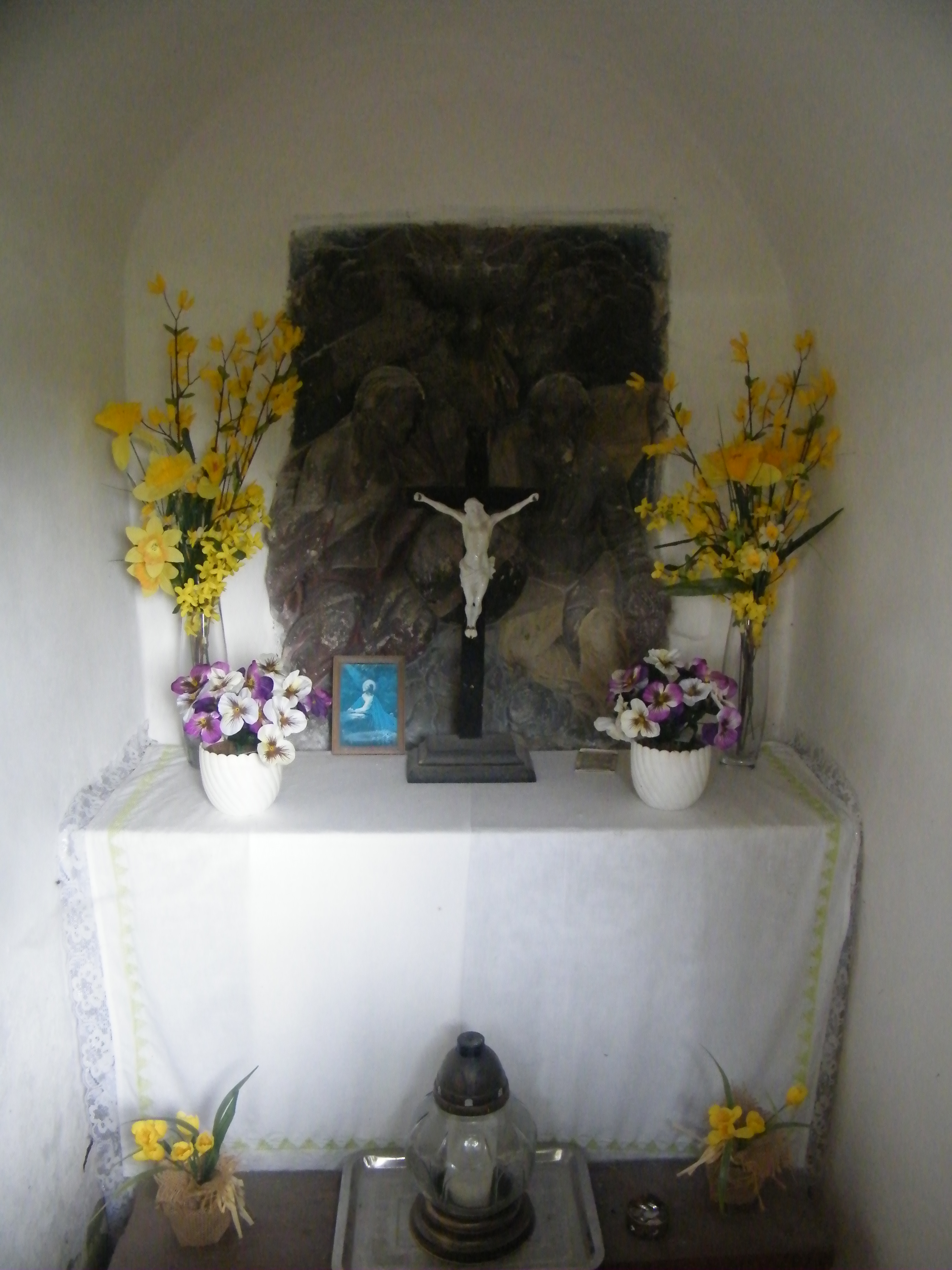
Interiér kaple (2016)